# Stereotaktična radiokirurgija
Stereotaktična radiokirurgija (SRK, angl. SRS) je način obsevanja, kjer se v eni ali omejenem številu frakcij (do pet) aplicira visoka tumorska doza, ki je predpisana na natančno opredeljeno in imobilizirano tarčo znotraj lobanje.
V zadnjem obdobju se kaže kot učinkovito obsevanje z visokimi dozami v posamezni frakciji, kar je postalo možno z uvedbo sodobnih tehnik in slikovnega vodenja obsevanja ter t. i. stereotaktičnega obsevanja. Je obsevanje z več statičnimi ali rotirajočimi žarkovnimi snopi. Uporabljajo se dodatni kolimatorski sistemi (krožni ali večlistni), ki povečujejo padec doze na robu tarče. Poudarjena je tudi prostorska natančnost obsevanja ter izračun absorbirane doze v prostoru. Uporablja se za obsevanje intra- in ekstrakranialnih tarč.

## Zgodovina stereotaktične radiokirurgije (SRK)
Izraz radikirurgija je leta 1951 uvedel švedski nevrokirurg Lars Leksell in z njim opisal metodo zelo natančnega obsevanja majhnih področij v možganih. S skromnim 200-kV rentgenskim aparatom je z več smeri obseval izbrano področje, kar pa se je zaradi nizke energije žarkov izkazalo z neustrezno, saj žarki niso prodrli dovolj globoko v bolnikovo tkivo, zato so takšno zdravljenje v nekaj letih opustili.
Leta 1968 je zanimanje za novo tehniko znova oživelo: isti zdravnik je prvič klinično uporabil prototip obsevalnega aparata s 197 radioaktivnimi izvori kobaltovega izotopa 60Co. Žarki iz kobaltovih izvirov so bili ustreznejši, ker so prodornejši, saj omenjeni izotop seva fotone s povprečno energijo 1,25 MeV. Izviri so bili razporejeni po krogelnem segmentu, žarki pa so bili kolimirani (usmerjeni) tako, da so imeli skupno presečišče – žarišče v isti točki. Za ta aparat se je uveljavilo ime »gamanož« (gamma-knife). Visoka cena, ekološki problemi, povezani z radioaktivnim materialom, in omejena uporaba gamanoža samo za nekatere možganske lezije z zelo majhnim volumnom so narekovali intenzivno iskanje novih rešitev. Tako je bila leta 1974 za potrebe radiokirurgije predlagana uporaba linearnih pospeševalnikov, prvi klinični rezultati pa so bili objavljeni sredi osemdesetih let. Danes z imenom stereotaktična radiokirurgija (SRK) opredeljujemo obsevalno tehniko, temelječo na stereotaktičnih principih opredelitve tarče in izvedbe obsevanja, ki obsega eno samo frakcijo in uporabo večjega števila nekoplanarnih žarkov (žarkov, ki ne ležijo v isti ravnini).
Zanimivo je, da je že v tem času Leksell eksperimentiral tudi s protonsko radiokirurgijo. Njegovo delo je spodbudilo razvoj te veje, zato so leta 1980 za potrebe SRS polega gamanoža začeli uporabljati tudi linearne pospeševalnike. Danes so v uporabi številni komercialni sistemi (Gamma Knife, Linac Novalis, Cyber Knife), ki vsi uporabljajo fotonske žarke in so med seboj primerljivi po učinkovitosti. Morebitna klinična superiornost protonske radiokirurgije za zdaj še ni potrjena, za kar so potrebne temeljite radiobiološke in dozimetrične analize, kot tudi analize kliničnih rezultatov ter toksičnega profila.

## Stereotaktično obsevanje
Od nejasne radiacijske tehnike, ki so jo prakticirali v 60ih in 70ih letih v samo nekaj specializiranih centrih, se je stereotaktično obsevanje v zadnjih 15 letih razvilo v glavno radioterapevtsko tehniko, ki se izvaja v večini večjih centrov za radioterapijo po vsem svetu.
Stereotaktično obsevanje je izraz, ki se uporablja za opis tehnik tarčnega obsevanja, ki uporabljajo več nekoplanarnih fotonskih žarkov in dajejo predpisan odmerek ionizirajočega sevanja na vnaprej izbrane in stereotaktično lokalizirane lezije, predvsem v možganih.

### Značilnosti stereotaktičnega obsevanja
- Končne predpisane doze se gibljejo od 10 do 50 Gy, planirni tarčni volumni so majhni, ponavadi nekje velikosti 1 do 35 cm2.

- Zahteve za pozicijsko in številsko točnost pri dajanju odmerka so ±1 mm oziroma ±15%.

- Odmerek pri stereotaktičnem obsevanju se lahko dostavi z implantacijo radioaktivnih virov (stereotaktična brahiterapija) ali pogosteje z enim ali več zunanjimi viri sevanja (stereotaktično ekstrakranialno obsevanje – SBRT).

- Kar zadeva frakcioniranje doze, se stereotaktično ekstrakranialno obsevanje razdeli na dve kategoriji: stereotaktična radiokirurgija (celoten odmerek se dostavi v eni frakciji), stereotaktična radioterapija (tako kot pri klasični radioterapiji, se celoten odmerek obseva v več frakcijah).[5]

## Indikacije za stereotaktično radiokirurgijo
Zadnjih 50 let SRK postaja vse bolj priljubljena. Sledila je razvoju IGRT (ang. Image Guided Radiation Therapy) in tehnološkemu napredku radioterapije. Indicirana je za zdravljenje primarnih ali sekundarnih malignih možganskih tumorjev, benignih možganskih tumorjev, funkcionalnih nevroloških motenj, žilnih malforamacij in nevralgij. Lahko je del kompleksnega onkološkega zdravljenja ali kot samostojna metoda.
Najbolj razširjena indikacija je zdravljenje možganskih metastaz (MM). Incidenca MM dramatično narašča zadnjih 20 let zaradi novih terapevtskih možnosti in zaradi boljšega preživetja bolnikov z malignimi tumorji. Nepropustnost krvno-možganske pregrade onemogoča prehod sistemske terapije, zato so možgani »sigurna cona« za metastaze, najpogosteje pljučnega karcinoma, karcinoma dojke, ledvice in malignega melanoma. V zdravljenju možganskih metastaz je bila SRK prvič evaluirana v kombinaciji z WBRT (ang. Whole Brain Radiation Therapy) nasproti WBRT kot samostojni obliki zdravljenja. Dve randomizirani raziskavi sta dokazali, da dodatek SRS k WBRT izboljša preživetje (mediano celokupno preživetje 6,6 meseca v primerjavi s 4,9 meseca, p = 0,04). Ti zgodnji raziskavi sta uveljavili vlogo SRS v zdravljenju MM, ki je do takrat pripadala WBRT. Sčasoma so namreč ugotovili negativno vlogo WBRT na nevrokognitivno funkcijo in s tem na kakovost življenja bolnikov. Poznejše raziskave (Aoyama, Chang, Kocher) so pokazale, da dodatek WBRT k SRS izboljša intrakranialno kontrolo bolezni, vendar brez vpliva na preživetje.
Najpomembnejša prednost SRK (stereotaktična radiokirurgija) pred klasičnim obsevanjem je njena natančnost: ta znaša pri stereotaktičnem obsevanju nekaj desetink milimetra, medtem ko se v drugem primeru giblje znotraj 3-5 mm. Z uvedbo linearnih pospeševalnikov v vsakdanje klinično delo in z njihovo nadgradnjo za potrebe stereotaktičnega obsevanja je postala SRK dostopna najširšemu krogu terapevtov.

## Stereotaktične radiokirurške tehnike

### Gama nož
Gamanož je radiokirurška naprava, ki je povezana z radiokirurgijo v zadnjih štirih desetletjih. Kljub velikemu tehnološkemu napredku v tem času se osnovna zasnova in princip enote gama niso veliko spremenili, odkar je Leksell v poznih šestdesetih letih prejšnjega stoletja predstavil prototip prej omenjene enote. Gamanož vključuje 201 vir Co60, nameščenega v sredini enote. Ti viri proizvajajo 201 kolimiranih žarkov, usmerjenih v eno žariščno tarčo na razdalji od izvora do tarče približno 40 cm (12). Uporablja se za stereotaktično obsevanje možganskih tumorjev.

### Radiokirurgija, ki temelji na linearnem pospeševalniku
Radiokirurgija, ki temelji na linearnem pospeševalniku, uporablja standarni izocentrični linearni pospeševalnik, ki ima mehanične in elektronske tolerance prilagojene za radiokirurgijo. Prilagoditve so razmeroma preproste in so sestavljene iz:
- dodatne kolimacije bodisi mikrokolimatorjev, prilagojenih za obsevanje majhnih polj,
- daljinsko vodene motorizirane mize,
- nosilcev za mizo ali talon stojalo za imobilizacijo stereotaktičnega okvirja med obsevanjem,
- informacij o kotnem in višinskem položaju mize. [1][2]

### Robotizirani nož – mini linearni pospeševalnik na robotski roki
Robotizirani nož (cyber knife) je manjši liearni pospeševalnik (fotoni, 6 MV), ki je montiran na robotski roki. Ima možnost obsevanja tarče iz katere koli smeri. Uporablja se za stereotaktično obsevanje tarč kjerkoli v telesu.

## Dozni predpis pri stereotaktični radiokirurgiji
SRS je lahko izvedena v eni frakciji ali hipofrakcionirano do največ pet frakcij, kar je arbitrarni dogovor. Za večje lezije ali za lezije, ki so v bližini funkcionalno pomembnih regij, ima namreč hipofrakcionacija radiobiološko prednost. Še vedno so aktualni rezultati raziskave RTOG 90-05; absorbirana doza se predpiše glede na velikost tarče 15–24 Gy v eni frakciji, za vestibularne švanome pa tudi manj (13 Gy). V primeru hipofrakcionirane SRS je najpogostejša frakcionacija 30 Gy v petih frakcijah ali 27 Gy v treh frakcijah.
Dozne omejitve na rizične organe so navedene v tabeli 1 (spodaj):
| OAR                   | Največji volumen nad omejitvijo  | 1 frakcija/Gy | 3 frakcije/Gy | 5 frakcij/Gy |
| --------------------- | -------------------------------- | ------------- | ------------- | ------------ |
| Optična živca/kijazma | Dmax ({\displaystyle 0,1cm^{3}}) | < 8           | < 15          | < 22,5       |
| Kohleji               | Dmean                            | < 9           | < 17,1        | < 25         |
| Možgansko deblo       | Dmax ({\displaystyle 0,1cm^{3}}) | < 15          | < 23,1        | < 31         |
| Hrbtenjača            | Dmax ({\displaystyle 0,1cm^{3}}) | < 14          | < 21,9 <      | < 31         |
| Možgani - PTV         | D {\displaystyle 10cm^{3}}       | < 12          |               |              |
|                       | {\displaystyle 20cm^{3}}         |               | < 21          |              |
|                       | {\displaystyle 7cm^{3}}          |               |               | < 28,5       |
| Očesna bulbusa        | Dmax ({\displaystyle 0,1cm^{3}}) | < 8           |               |              |

## Spremljanje pacienta po stereotaktični radiokirurgiji
Pri spremljanju bolnikov po opravljeni SRS se uporabljajo slikovne in funkcionalne metode: MR glave s perfuzijo, MR spektroskopija in FET-PET CT. Intervali sledenja se razlikujejo glede na diagnozo. Maligne možganske tumorje (primarne ali sekundarne) spremljamo vsake tri mesece, benigne pa na šest do 12 mesecev. 

## Stranski učinki stereotaktične radiokirurgije
Akutni stranski učinki po SRS nastanejo zaradi poškodbe krvnomožganske pregrade in povečanja edema. Klinično se najpogosteje kažejo z glavobolom, v manj kot 5% primerov pa z epileptičnim napadom ali poslabšanjem nevroloških simptomov. Pozni stranski učinek obsevanja je radiacijska nekroza (RN). Pojavljati se začne po šestih mesecih po SRS. Razlikovanje med tumorskim progresom in RN pomeni izziv v vsakdanjem delu. Incidenca RN po SRS je 5- do 25-odstotna. Če je RN simptomatska oziroma so simptomi podobni progresu tumorja, se bolniku predpiše kortikosteroidna terapija ali bevacizumab. V primeru refraktorne RN, ali če se kljub opravljeni diagnostiki ne ve, ali gre za progres ali za RN, je indiciran nevrokirurški poseg. SRS je neinvazivna in učinkovita metoda zdravljenja z naraščajočim številom indikacij in obvladljivimi stranskimi učinki.

## Primer stereotaktičnega obsevanja: obsevanje malignih lezij v možganih
Celoten postopek temelji na natančni določitvi lege tarče (obsevalnega volumna) v tridimenzionalnem koordinatnem sistemu, ki je izhodišče za izdelavo obsevalnega načrta in izvedbo obsevanja. V ta namen se uporablja:
- Stereotaktični okvir – pritrjen je na bolnikovo glavo in se uporablja za imobilizacijo glave (možganov) med diagnostičnim in terapvtskim postopkom.

- Lokalizacijska kocka – pritrjena je na stereotaktični okvir in opremljena s posebnimi radiopačnimi označevalci, ki omogočajo natančno določitev lega obsevalnega volumna.

- Radiološka oprema – uporablja se za prikaz tarče in drugih možganskih struktur, pa tudi za prikaz označevalcev stereotaktičnega okvirja in lokalizacijske kocke. Vključuje napravo za računalniško tomografijo (CT), magnetno resonanco (MRI) in digitalno subtrakcijsko angiografijo (DSA).
- Računalniški program za lokalizacijo tarče – po digitalizaciji radioloških posnetkov omogoča določitev koordinat katere koli volumske enote znotraj koordinatnega Sistema stereotaktične kocke.
- Računalniški program za načrtovanje obsevanja – uporablja se za izračun in tridimenzionalni prikaz razporeditve absorbirane doze ionizirajočega sevanja v bolniku, superponirane na CT ali MR posnetek bolnikove anatomije.

Sam postopek se prične s pritrditvijo stereotaktičnega okvirja na bolnikovo glavo, čemur sledi radiološka obdelava (tj. slikanje) in digitalizacija posnetkov. Na posameznih posnetkih zdravnik radioterapevt v sodelovanju z nevroradiologom označi tarčo (npr. tumor ali žilno malformacijo) ter anatomske strukture v njeni okolici, katerih poškodba bi lahko povzročila bolnikovo smrt oziroma bi bistveno prizadela kakovost njegovega življenja (t.i. kritične strukture, npr. optični sistem). Radiofizik nato z računalniškim programom za načrtovanje obsevanja poišče najugodnejšo kombinacijo žarkovnih snopov. Cilj načrtovanja obsevanja je doseči takšno razporeditev absorbirane doze, ki v kar največji meri posnema obliko tarče ter zagotavlja strm padec doze na njenem robu. Pri tem naj bi bila doza, s katero bodo obsevane kritične strukture v okolici tarče, nižja od tiste, ki povzroča poškodbo teh struktur. To dosežemo z uporabo večjega števila žarkovnih snopov, usmerjenih iz različnih smeri v eno samo točko, v središču tarče. Položaj žarkovnega izvora in tarče med obsevanjem je pogojen z vrsto obsevalne naprave in načinom obsevanja.